# Clidemia morichensis
Clidemia morichensis är en tvåhjärtbladig växtart som beskrevs av John Julius Wurdack. Clidemia morichensis ingår i släktet Clidemia och familjen Melastomataceae. Inga underarter finns listade i Catalogue of Life.